# Medfield (Massachusetts)
Medfield é uma vila localizada no condado de Norfolk no estado estadounidense de Massachusetts. No Censo de 2010 tinha uma população de 12.024 habitantes e uma densidade populacional de 317,2 pessoas por km².

## Geografia
Medfield encontra-se localizado nas coordenadas 42° 11′ 05″ N, 71° 18′ 19″ O. Segundo o Departamento do Censo dos Estados Unidos, Medfield tem uma superfície total de 37.91 km², da qual 37.3 km² correspondem a terra firme e (1.6%) 0.61 km² é água.

## Demografia
Segundo o censo de 2010, tinha 12.024 pessoas residindo em Medfield. A densidade populacional era de 317,2 hab./km². Dos 12.024 habitantes, Medfield estava composto pelo 95.1% brancos, o 0.62% eram afroamericanos, o 0.07% eram amerindios, o 2.7% eram asiáticos, o 0% eram insulares do Pacífico, o 0.33% eram de outras raças e o 1.17% pertenciam a duas ou mais raças. Do total da população o 1.5% eram hispanos ou latinos de qualquer raça.